# Лиман Второй (Полтавская область)
Лиман Второй (укр. Лиман Другий) — село,
Лиманский-Второй сельский совет,
Решетиловский район,
Полтавская область,
Украина.
Код КОАТУУ — 5324281501. Население по переписи 2001 года составляло 557 человек.
Является административным центром Лиманского-Второго сельского совета, в который, кроме того, входят сёла
Братешки,
Демьянцы,
Коленьки,
Потеряйки-Горовые,
Шишацкое и
Глушачи.

## Географическое положение
Село Лиман Второй находится в 4 км от сёл Братешки и Глушачи.
По селу протекает пересыхающее русло реки Бакай с запрудой.

## Экономика
- Агропромышленная ЧФ «Им. Шевченко».

## Объекты социальной сферы
- Школа.

## Известные жители и уроженцы
- Колинько, Иван Иович (1928—2004) — Герой Социалистического Труда.